# (20074) Laskerschueler
(20074) Laskerschueler est un astéroïde de la ceinture principale.

## Description
(20074) Laskerschueler est un astéroïde de la ceinture principale. Il fut découvert le 14 janvier 1994 à Tautenburg par Freimut Börngen. Il présente une orbite caractérisée par un demi-grand axe de 2,29 UA, une excentricité de 0,07 et une inclinaison de 7,8° par rapport à l'écliptique.

## Compléments